# Вулиця Пастера (Дніпро)
Вулиця Пастера — одна з центральних вулиць місцевості Фабрика Центрального району міста Дніпро. Вулиця носить ім'я видатного французького вченого, основоположника мікробіології та імунології, Луї Пастера (1822—1895 роки).
Вулиця Пастера є рівнинною; вона є продовженням осі вулиці Надії Алексєєнко Чечелівського району; починається від вулиці Боброва (колишня Трамвайна вулиця); йде на північ в сторону річки Дніпро; у кінцевій частині повертає на прямий кут направо й закінчується на Січеславській Набережній, майдані Десантників й у кінці вулиці Княгині Ольги.
Довжина вулиці — 1300 м.

## Історія
Ще у 1-ій  половині ХІХ сторіччя вулиця носила назву за лісопилками у Дніпра - Лісопильна вулиця. Згодом назву змінили на — Провіантська вулиця.
На розі вулиці Пастера й проспекту Яворницького розташована одна з найстаріших будівель Дніпра - споруда Катеринославської суконної фабрики (проспект Яворницького, 106), від якої дістала назву місцевість Фабрика. Казенну сукняну фабрику закрито як нерентабельну 1837 року, після чого розквіт району прийшовся на 1880-ті роки з будівництвом Катерининської залізниці й Амурського мосту через Дніпро.
1897 року вулицею пущено трамвайну колію від Пароплавної пристані (під сучасним Амурським мостом) до Катерининського проспекту (сучасний проспект академіка Дмитра Яворницького) й далі на Йорданську (тепер вулиця Коцюбинського), Соборну Гору та Велику Базарну вулицю (тепер вулиця Святослава Хороброго).
На Провіантській розташовувалися мебльовані кімнати (готелі) «Петербург» і «Рига».
1906-го професор Дмитро Яворницький висунув пропозицію про перейменування 124 вулиць Катеринослава, серед яких Провіантська мала стати Курінною вулицею.
У часи сталінського панування бл. 1934 вулицю названо на честь полярника Ернста Кренкеля (1903-1971). В роки боротьби з наслідками культу особи 1957 року вирішено переназвати вулиці на честь живих осіб. Відтак 1957 року 

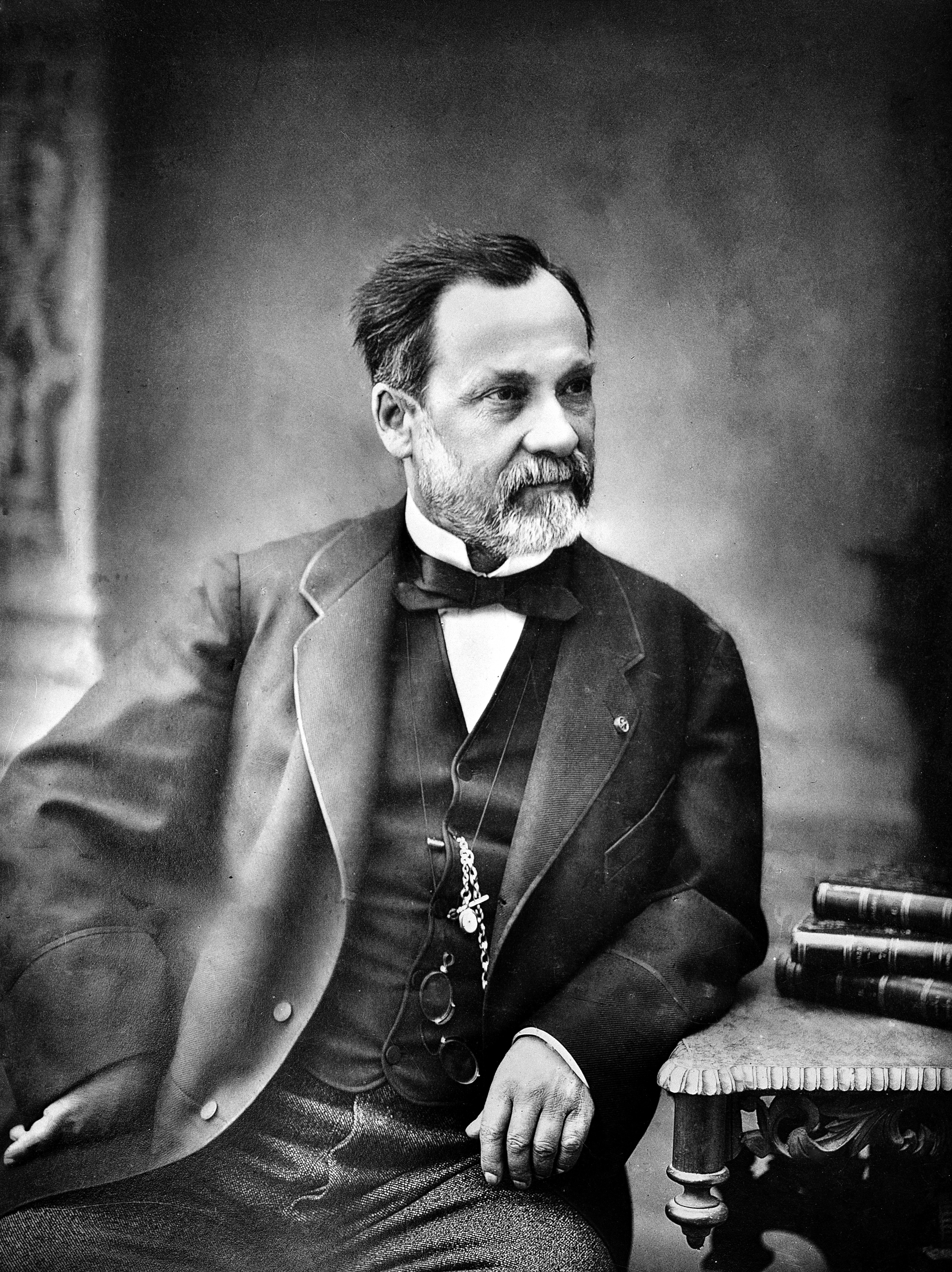
Луї Пастер (1822—1895)

вулиці надано ім'я видатного французького вченого Луї Пастера.

## Вулиця Пастера, ч. 16
Залишок будівлі Дворовенка розташовано за адресою вулиця Пастера, 16. У 1871 році за борги купця 2-ї гільдії Х. Д. Сморгонера обласний суд продає маєток на майдані Фабричної церкви відставному унтер-офіцерові Матвію Яремовичу Дворовенкові за 111 карбованців. Матвій Дворовенко зводить кілька дерев'яних будинків з крамницями й квартирами у 4—5 кімнат. З будівництвом Катерининської залізниці й Амурського мосту у 1881—1884 роках, до самого кінця 1880-х на «червоній лінії» Провіантської вулиці звів великий двоповерховий будинок з 4 магазинами (1-й поверх), готелем «Ліверпуль» на 14 номерів (2-й поверх), пекарнею й сховищем (у підвалі). 1890 року Матвій Дворовенко помирає й маєток переходить до його чотирьох синів й доньки, які у 1900 році продають його за 50000 карбованців катеринославському купцеві 1-ї гільдії Менашу Ельйовичу та його дружині Хані Мойсеївні Арановським.

У 1902 році Менаше Арановський добудував кам'яний будинок Дворовенка третім поверхом з квартирою на 13 кімнат. Замість старих дерев'яних будинків Арановський звів три кам'яні корпуси: правий корпус на три поверхи на три квартири, лівий корпус на три поверхи на 6 квартир й корпус у чотири поверхи на 8 квартир. Вартість будинку зросла до 135 016 карбованців із прибутковістю у 14210 крб. Менаше Арановський намагався уникнути стягнення боргів кредиторами, тому у 1901 продав дружині свою частку у домоволодінні, а до 1903 року на її ім'я було переведено млини, круподерка й лісопильня. 1905 року Менаше Арановський був оголошений банкрутом, й управління маєтку Хани Арановської відмовилося сплачувати позику під будинок Харківському земельному банкові, бо «Всі доходи отримувала й отримує» особисто Хана; також будинок було ушкоджено:
«під час (єврейського) погрому (1905) будинок … обстрілювали й кулями пошкоджена штукатурка фасаду, вибито все скло й також незначно пошкоджено внутрішнє оздоблення всіх фасадних кімнат».

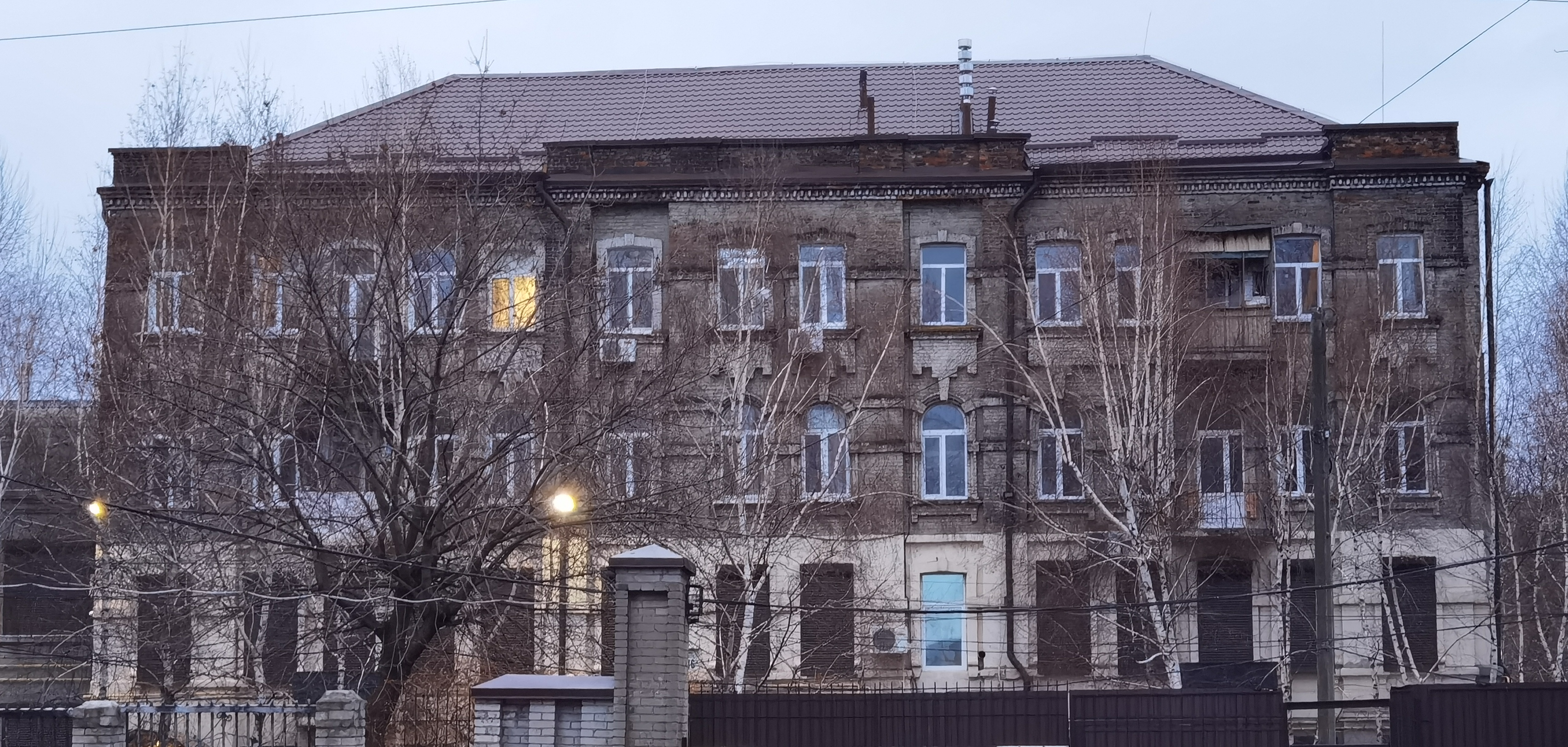
№ 16 Вцілілий корпус будинку Дворовенка.

Проте банк забрав маєток й виставив його 1905 року на торги за борг Арановського у 65 818 крб. 85 копійок, на які був придбаний Товариством «Р. Е. Гебгольц і Ко» за 65 821 карбованець. Гебгольці володіли будинком до вересня 1917 року, коли продали його купцеві Л.-В. Л. Гінцбергу за 180 000 карбованців.
Більшовики розмістили у будинку декілька дрібних контор й великі комуналки. За німецько-радянської війни бомбардування залізничної станції майже повністю зруйнувало домоволодіння. Після війни з його чотирьох корпусів відновили лише один — 4-поверховий будинок у глибині двору, який стоїть й сьогодні за адресою: вулиця Пастера, 16.

## Вулиця Пастера, ч. 6
Колишній великий прибутковий будинок Ліфшиця розташовано за адресою вулиця Пастера, 6. На 1884 рік власником одного з 15 домоволодінь кварталу значиться катеринославський купець другої гільдії Яків Пінхусович Лівшиць (Ліфшиц). На той час вздовж лінії Лисопильної вулиці на ділянці Лівшиця був одноповерховий торговельний ряд; у центральній частині ділянки стояло декілька дерев'яних будинків з невеликими помешканнями; на задньому подвір'ї ділянки протікала річка.
Перший цегляний двоповерховий будинок на ділянці Лівшиця зведено на початку 1900-х. На 1906 рік домоволодіння по Провіантській вулиці, 6 значиться вже за спадкоємцями Лівшиця, й згодом, одноосібно за його сином Беньяміном Яковичем Лівшицем. Саме він в 1910 році будує на ділянці новий прибутковий будинок: 3-поверхову будівлю у модному тоді стилі модерн, в його специфічному катеринославському трактуванні, що відрізнялося виразністю об'ємних рішень й відсутністю зайвої пишності.
Протягом 1910-х у будинку Лівшиця на Провіантській вулиці працювало кілька торгових закладів: М. Фіалкова, спадкоємців М. М. Лібермана, М. І. Литвинова, Г. І. Брікер. Помешкання 2-го й 3-го поверхів здавалися мешканцям. 1915 року у квартирі № 2 оселився колишній студент Женевського університету Абрам Рувимович Палей (1893—1995). Після повернення зі Швейцарії друкувався в місцевих газетах: «Южная заря», «Екатеринославская мысль», «Приднепровский край». У 1918 році працював редактором літературного відділу першого мистецького часопису міста - «Аргонавты» (редактор Олександр Красносельський). Одночасно завершував освіту в Катеринославському університеті. У 1923 році перебрався до Петрограда, а потім до Москви. З 1970-х до своєї смерті 11 січня 1995 року письменник вважався найстарішим членом Спілки письменників СРСР, а потім й РФ. Перед смертю листувався з січеславським письменником-краєзнавцем Миколою Чабаном.

## Будинок ч. 22
У цьому будинку знаходиться лікарня водників. Саме тут, згідно архівного "Запису акта про смерть № 2268", 5 серпня 1940 року помер видатний український історик академік Дмитро Іванович Яворницький (1855-1940), напевне доставлений до лікарні незадовго до своєї смерті.

## Перехресні вулиці
- вулиця Надії Алексєєнко
- вулиця Майдан Озерний
- проспект Дмитра Яворницького
- Старомостова площа
- Старий міст
- вулиця Вокзальна
- вулиця Князя Ярослава Мудрого
- вулиця Княгині Ольги
- Січеславська Набережна
- площа Десантників

## Будівлі
- № 6а — Торговельний комплекс «Провулок»
- № 8 — 3-поверховий колишній прибутковий будинок Ліфшиця, споруда 1900-х років
- № 16 — 4-поверховий 4-й корпус будинку Дворовенка-Арановського; споруда 1900-х років
- № 26 — Клініка Дніпровської медичної академії
- № 28 — Дніпровська технічна дільниця водних шляхів
- № 30 — Служба воєнізованої охорони Придніпровської залізниці